# Judith Fischer
Judith Fischer, eller Judita, född 1707, död okänt år, var en svensk (ursprungligen tysk) konsertsångerska, hovsångerska, vokalist (sopran) vid Kungliga hovkapellet från 1726 till 1740. Hon var en av de två första kvinnorna med formell anställning vid Hovkapellet.
Fischer var dotter till skräddarmästaren Johan Fischer (1656–1733) och Judita Neuman (d. 1715) och var uppväxt i Stockholm.  
Judith Fischer anställdes vid kungliga hovkapellet i Stockholm år 1726. Hovkapellet innehade officiellt enbart manliga medlemmar fram till detta år, trots att Maria de Croll och Anna Maria Ristell reellt hade framträtt i Hovkapellet 1702 respektive 1714. Den 26 oktober 1726 gav dock Fredrik I sitt formella medgivande och tillstånd till att inkludera båda kön i Hovkapellet, och Fisher blev därmed, tillsammans med sin kollega Sophia Schröder, som anställdes samtidigt, den första kvinna som anställdes vid hovkapellet. Hon blev också den första hovsångerskan i Sverige sedan Anne Chabanceau de La Barre. Schröder och Fischer ersatte året därpå de två pojkar som tjänstgjort som diskantister och sopraner, och var alltså vokalister. Ingen kvinna anställdes som instrumentalist vid Hovkapellet före Maria Paulina Åhman på 1800-talet. Under frihetstiden var endast fem kvinnor formellt anställda vid Hovkapellet; Judith Fischer, systrarna Sophia Schröder och Gustaviana Schröder, Hedvig Witte och Cecilia Elisabeth Würzer. 
Judith Fischer fungerade reellt som hovsångerska och uppträdde under högtider och vid kapellets konserter vid hovet; från 1731 uppförde kapellet även offentliga konserter i Riddarhuspalatset. Hon mottog en lön på 300 daler silvermynt, vilket motsvarade den lägsta musikantlönen vid hovet. Hovsångerskorna hade till en början inte fått något, och Sophia Schröder hade tvingats bo hemmas hos sin lärare Anders von Düben; på dennas begäran hade de fått 200 daler, vilket hade utökats till 300 för att ge dem möjlighet att klä sig hovmässigt. Hon fick liksom sin kollega Sophia Schröder regelbunden undervisning av en medlem i Hovkapellet; under tiden 1727–1735 först kapellisten Casper Gottlob Grünwaldt, därefter kapellisten Frans Hindrich Meyer, kapellmästaren Johan Helmich Roman, hovsångaren Conrad Arnoldi och slutligen Jacob Dedering.  
Fischer slutade arbeta vid Hovkapellet efter sitt giftermål med guldarbetaren Andreas Öhrman 6 maj 1740. Efter år 1745 är paret inte längre omnämnt som boende i Stockholm.